# Лев, Феликс Григорьевич
Фе́ликс Григо́рьевич Лев (21 января 1932 года, Москва — 30 марта 1977 года, Москва, СССР) — советский писатель и поэт. Наибольшую известность получил как автор детских книг о природе и научно-популярных произведений для детей и юношества. 

## Биография
Феликс Лев родился в 1932 году в Москве в семье инженеров. С 1933 по 1939 годы семья Львов жила в Горьком; в 1940 году вернулась в Москву. В годы Великой Отечественной войны Феликс Лев находился в эвакуации в Челябинске. 
В 1954 году окончил Институт инженеров геодезии, аэрофотосъёмки и картографии по специальности «инженер астрономо-геодезист». По окончании института три года работал инженером-геодезистом на Печоре, Северном Урале, в Вологодской области.
В 1957 году Феликс Лев вернулся в Москву. Работал геодезистом Стройуправления № 61 Главмосстроя и заочно учился в Литературном институте (с 1957 по 1961 годы). Начиная с 1957 года статьи и рецензии Феликса Льва появляются в журналах «Знамя», «Молодая гвардия», газетах «Московская правда», «Литературная газета» и др. 
В 1961 году Феликс Лев оставил работу в строительстве и посвятил себя литературному творчеству. Он создал цикл детских рассказов о геологах, геодезистах, о работе на Севере, несколько книг детских стихов (в соавторстве с супругой, Евгенией Гай). Детские рассказы, стихи и переводы Феликса Льва публиковались в журналах «Мурзилка», «Весёлые картинки», «Семья и школа», «Детская литература», «Огонёк», «Костёр», «Пионерская правда» и др.
Член Союза писателей с 1968 года.
В 1970-е гг. вышли в свет два произведения, написанные Феликсом Львом для взрослых: книга педагогических размышлений о развитии дошкольника «Перед школой» (1971) и сборник рассказов «В нашем дворе» (1975). 
Ушёл из жизни 30 марта 1977 года. Похоронен на Востряковском кладбище.

## Семья
Отец — Григорий Михайлович Лев

Мать — Раиса Ароновна Папе

Супруга — Евгения Александровна Гай (род 21.03.1929)

Сын — Всеволод Феликсович Лев (род. в 1962 г.)